# Musée d'Art de la préfecture de Yamaguchi
Le musée préfectoral d'art de Yamaguchi (山口県立美術館, Yamaguchi Kenritsu Bijutsukan), à Yamaguchi, est le principal musée d'art de la préfecture de Yamaguchi, au Japon.

## Histoire
Ouvert en 1979, le musée présente une collection permanente, dont une partie est exposée à un moment donné, et accueille également des expositions spéciales.
Le fonds du département de photographies du musée comprend une collection d'œuvres de Katsuji Fukuda. Ses expositions photographiques ont inclus trois montrant des œuvres d'après-guerre : en 1989, une exposition de onze photographes des années 1965-75, en 1990, de douze photographes des années 1945 à 1955, et en 1991, de onze photographes des années 1955-65. La collection photographique permanente comprend des œuvres de Hisae Imai, Takeji Iwamiya, Yutaka Takanashi et Toyoko Tokiwa.